# Neolamprologus sexfasciatus
 Neolamprologus sexfasciatus  (Synonym: Lamprologus sexfasciatus) ist ein in der südlichen Hälfte des ostafrikanischen Tanganjikasee endemisch vorkommender Buntbarsch.

## Beschreibung
Die Fische erreichen ausgewachsen eine Länge von 14 bis 15 cm, haben eine silbrigweiße, grauweiße oder hellblaue Grundfärbung auf der sechs schwarze oder dunkelblaue Querbinden zu sehen sind. Die erste Querbinde liegt über den Kiemendeckeln, vier befindet sich unterhalb der Rückenflosse und die letzte verläuft über den Schwanzflossenstiel. Damit ähnelt Neolamprologus sexfasciatus stark Neolamprologus tretocephalus, der die nördliche Hälfte des Sees bewohnt. Diese Art hat jedoch nur fünf Querbinden, von denen drei unterhalb der Rückenflosse liegen. Eine bei Kipili am tansanischen Ufer des Sees vorkommende Morphe von Neolamprologus sexfasciatus hat eine zitronengelbe Grundfärbung und blass hellbläuliche Querbänder. Die Zähne auf dem hinteren Abschnitt und in der Mitte der Pharyngealia von Neolamprologus sexfasciatus sind flach und molariform und damit an das Zerbeißen von Mollusken angepasst. Auf dem Kiemendeckel befindet sich ein auffälliger blau irisierender Fleck.
- Flossenformel: Dorsale XVII–XIX/27–29, Anale V-VII/?

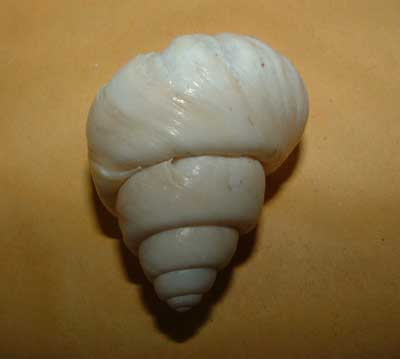
Schnecken (hier Neothauma tanganyikense) bilden die Hauptnahrung von Neolamprologus sexfasciatus

- Schuppenformel: 34–37 (mLR)
- Kiemenrechen: 11–13.[3]

## Lebensraum und Lebensweise
Neolamprologus sexfasciatus lebt ufernah in sehr flachem Wasser in Tiefen von 2 bis 5 Metern in der Fels- und Geröllzone des Sees und ernährt sich carnivor vor allem von kleinen Schnecken (Neothauma u. a.). Die Fische sind Höhlenbrüter. Eier, Larven und Jungfische werden von beiden Eltern umsorgt und verteidigt. Nach dem Freischwimmen bilden die Jungfische keinen Schwarm, bleiben aber für bis sie eine Länge von zwei Zentimeter erreicht haben standorttreu im Revier der Eltern.